# Joseph Armand von Nordmann
Joseph Armand von Nordmann (31. srpen 1759 Molsheim, Alsasko – 6. červenec 1809 Wagram, Dolní Rakousy) byl rakouský podmaršálek původem z Alsaska.
Vstoupil do francouzské armády, avšak roku 1793 přeběhl spolu s celým husarským plukem Berchenyi k Rakušanům. V roce 1805 vedl jako generálmajor část rakouské armády v bitvě u Caldiera, za což získal rytířský kříž Vojenského řádu Marie Terezie. Padl v bitvě u Wagramu v roce 1809.